# Cumpăna (gmina)
Cumpăna – gmina w Rumunii, w okręgu Konstanca. Obejmuje miejscowość Cumpăna. W 2011 roku liczyła 12 333 mieszkańców.